# Milčeves
Milčeves (německy Miltschowes) je malá vesnice, část města Žatec v okrese Louny. Nachází se asi 7 km na jih od Žatce. V roce 2011 zde trvale žilo 91 obyvatel.
Milčeves je také název katastrálního území o rozloze 3,77 km².

## Historie
První písemná zmínka o vesnici pochází z roku 1318.

## Obyvatelstvo
Při sčítání lidu v roce 1921 zde žilo 259 obyvatel (z toho 137 mužů), z nichž bylo 34 Čechoslováků a 225 Němců. Všichni se hlásili k římskokatolické církvi. Podle sčítání lidu z roku 1930 měla vesnice 271 obyvatel: 127 Čechů, 142 Němců a dva cizince. Stále výrazně převažovala římskokatolická většina, ale žilo zde také devět evangelíků, dva příslušníci církve československé, tři židé a šest lidí bez vyznání
|                                                                                 | 1869 | 1880 | 1890 | 1900 | 1910 | 1921 | 1930 | 1950 | 1961 | 1970 | 1980 | 1991 | 2001 | 2011 |
| ------------------------------------------------------------------------------- | ---- | ---- | ---- | ---- | ---- | ---- | ---- | ---- | ---- | ---- | ---- | ---- | ---- | ---- |
| Obyvatelé                                                                       | 265  | 258  | 246  | 252  | 240  | 259  | 271  | 131  | 163  | 129  | 127  | 104  | 107  | 91   |
| Domy                                                                            | 35   | 29   | 30   | 31   | 33   | 32   | 48   | 42   | .    | 35   | 34   | 25   | 35   | 36   |
| Počet domů z roku 1961 je zahrnut v celkovém počtu domů místní části Radíčeves. |      |      |      |      |      |      |      |      |      |      |      |      |      |      |

## Pamětihodnosti
Ve vesnici se nachází dvě kulturní památky. Jsou jimi socha svatého Jana Nepomuckého z roku 1753 na podstavci s rokajovou kartuší a pozdně barokní milčeveský zámek postavený na konci osmnáctého století Černíny z Chudenic.

## Galerie

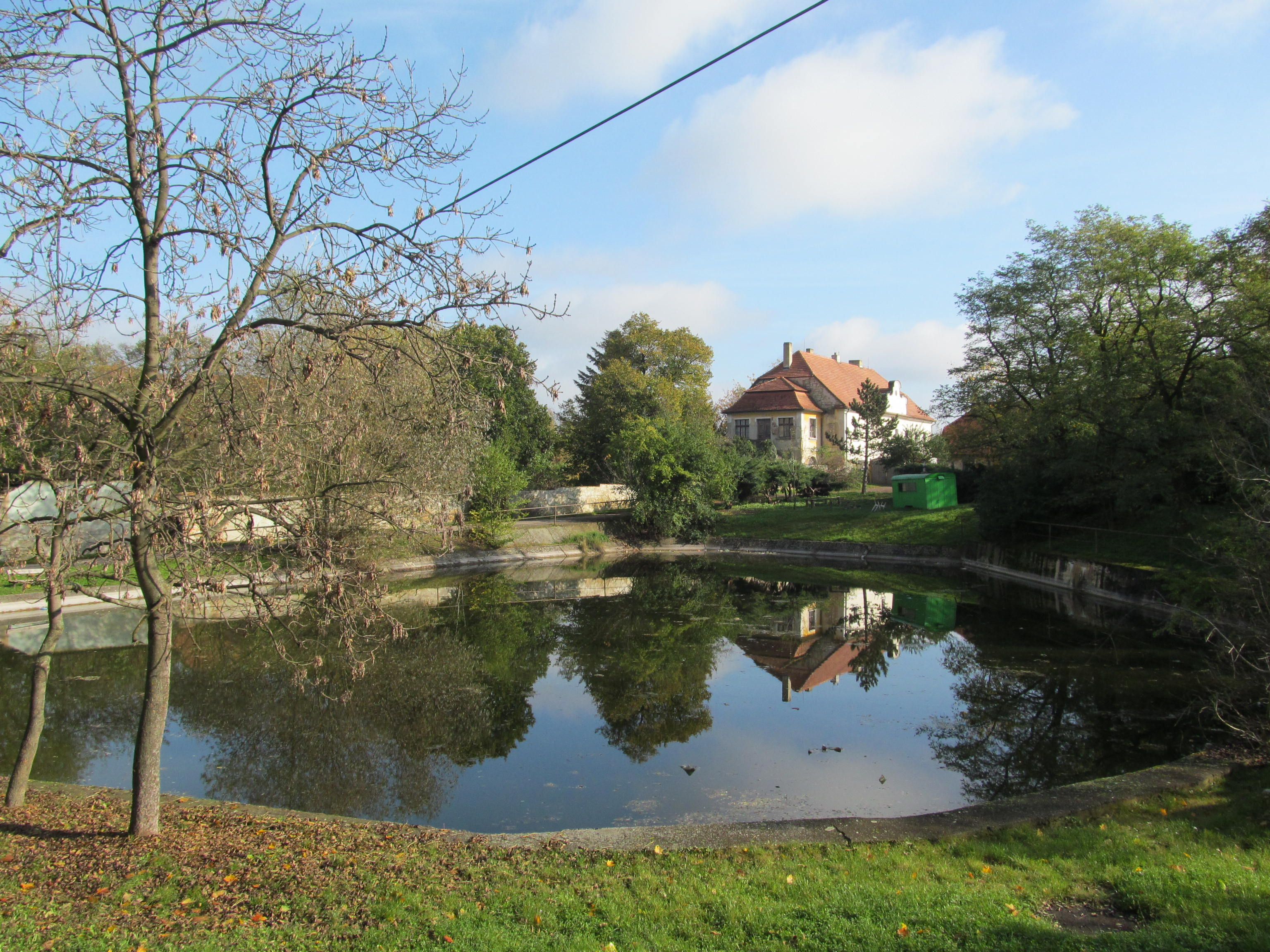
Rybník se zámkem
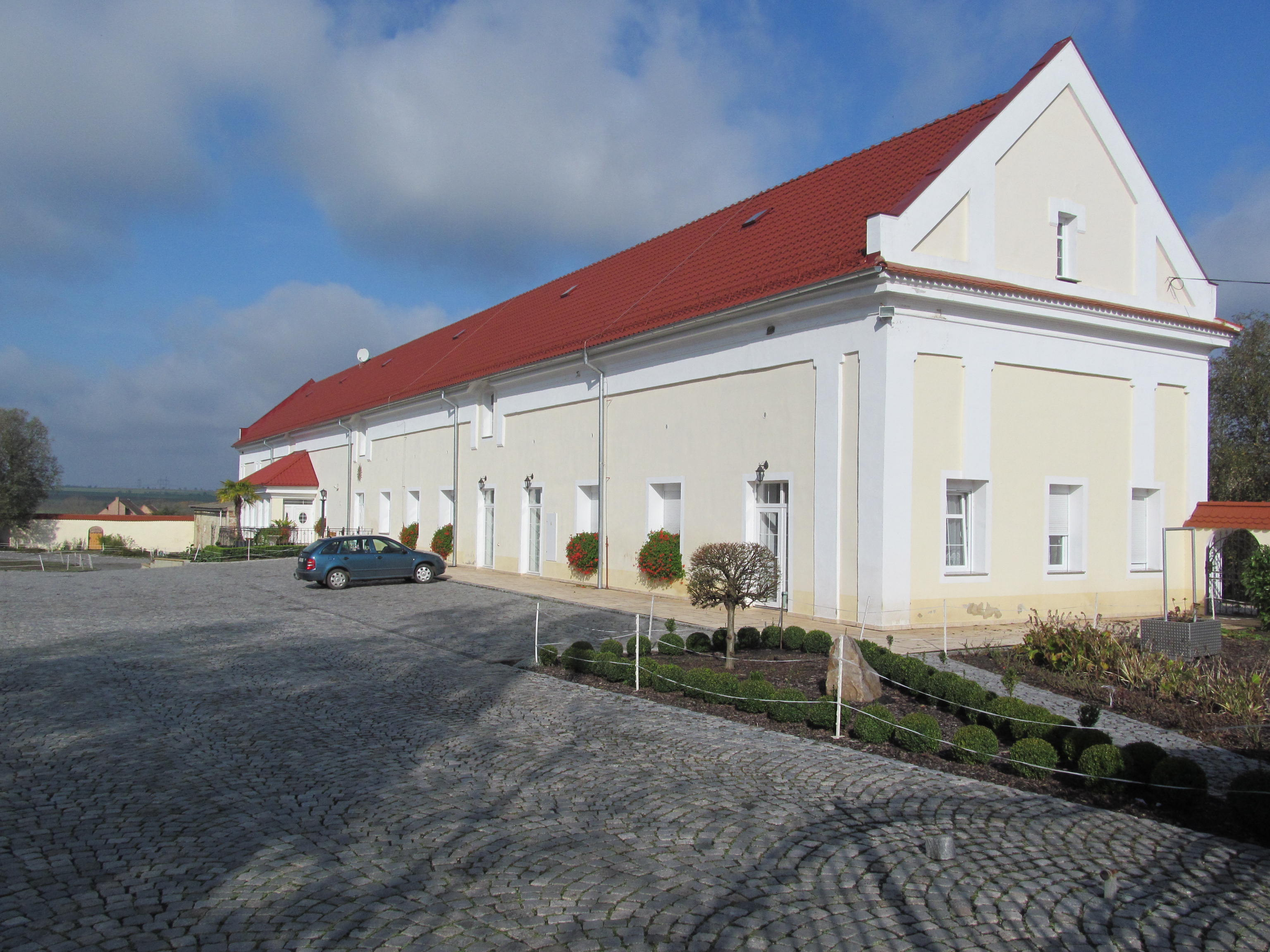
Dům čp. 55
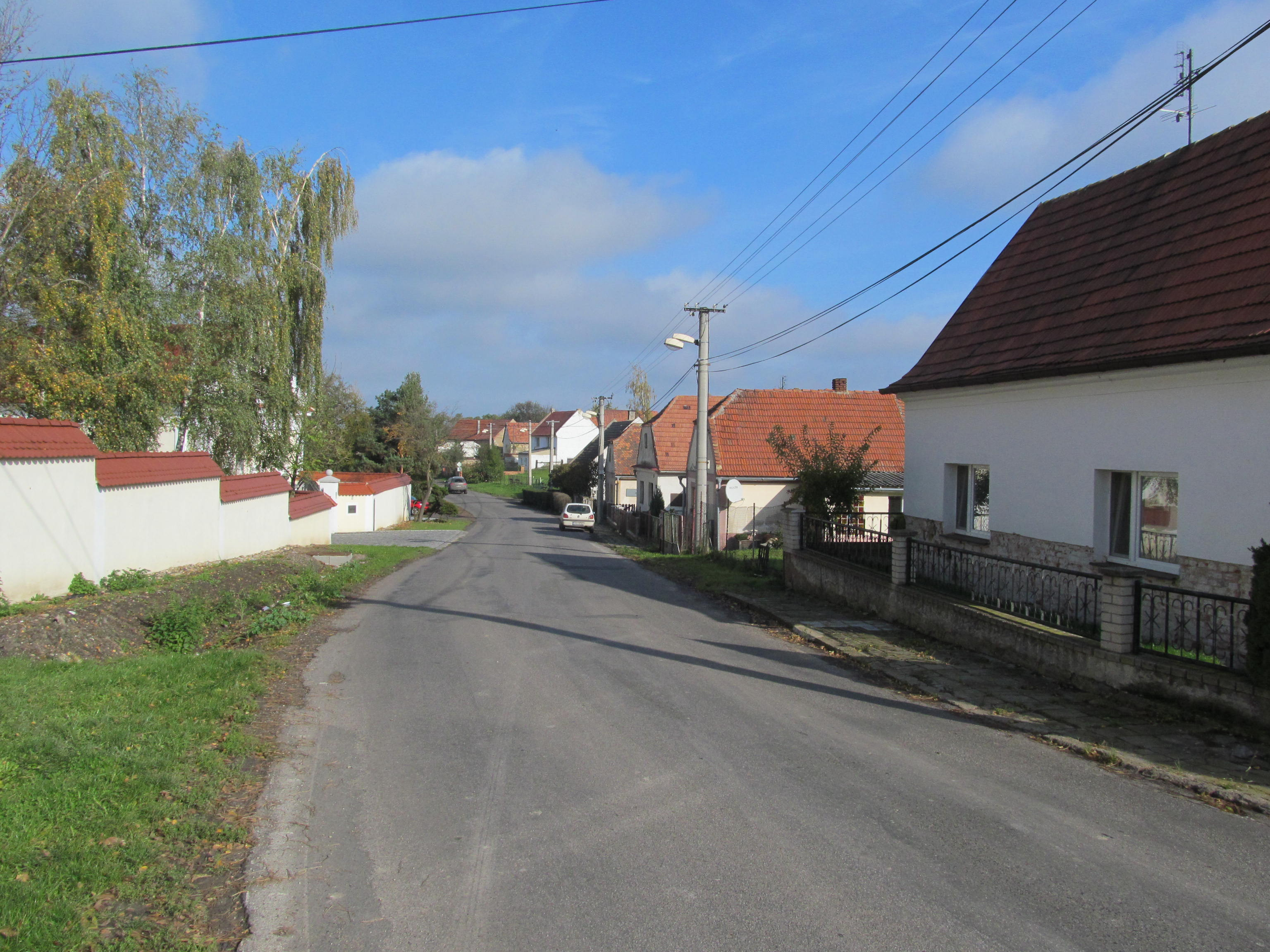
Průjezdní silnice
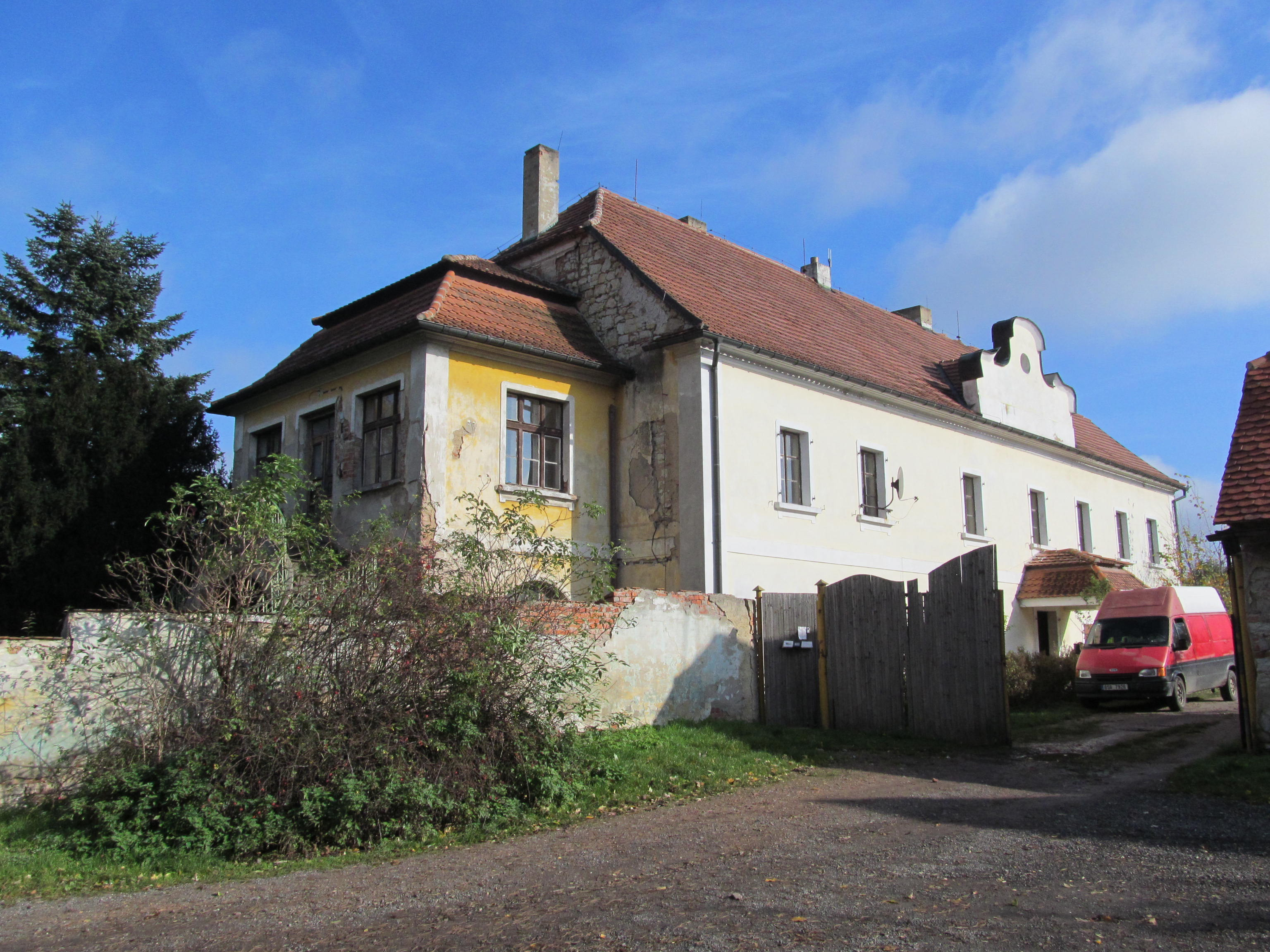
Zámek